# Олещенково (Липоводолинский район)
Олещенково (укр. Олещенкове) — село, Беевский сельский совет,
Липоводолинский район, Сумская область, Украина. Код КОАТУУ — 5923280807. Население по переписи 2001 года составляло 31 человек.

## Географическое положение
Село Олещенково находится на расстоянии в 1,5 км от села Беево. По селу протекает пересыхающий ручей с запрудой.